# Dosinia (Dosinidia) elegans
Artemis elegans, Dosinia elegans
Ne doit pas être confondu avec Dosinia (Dosinia) concentrica.
Espèce
Synonymes
- Artemis elegans
- Dosinia elegans Conrad, 1843

Dosinia (Dosinidia) elegans est une espèce  de mollusques bivalves.

## Présentation
Selon Paleobiology Database (28 octobre 2019), l'espèce date du Quaternaire d’Haïti, des États-Unis (Floride, Caroline du Nord, Caroline du Sud), du Pliocène au Pléistocène du Mexique et des États-Unis (Floride), du Pliocène des États-Unis (Floride, Caroline du Nord) et du Miocène du Venezuela.
Selon World Register of Marine Species (28 octobre 2019), il s'agit d'un synonyme de Dosinia concentrica (Born, 1778).
Selon BioLib (28 octobre 2019), il s'agit d'une espèce actuelle, trouvée aux États-Unis. 
Elle serait consommée en fruits de mer[réf. souhaitée].